# Circuit de Barcelona-Catalunya

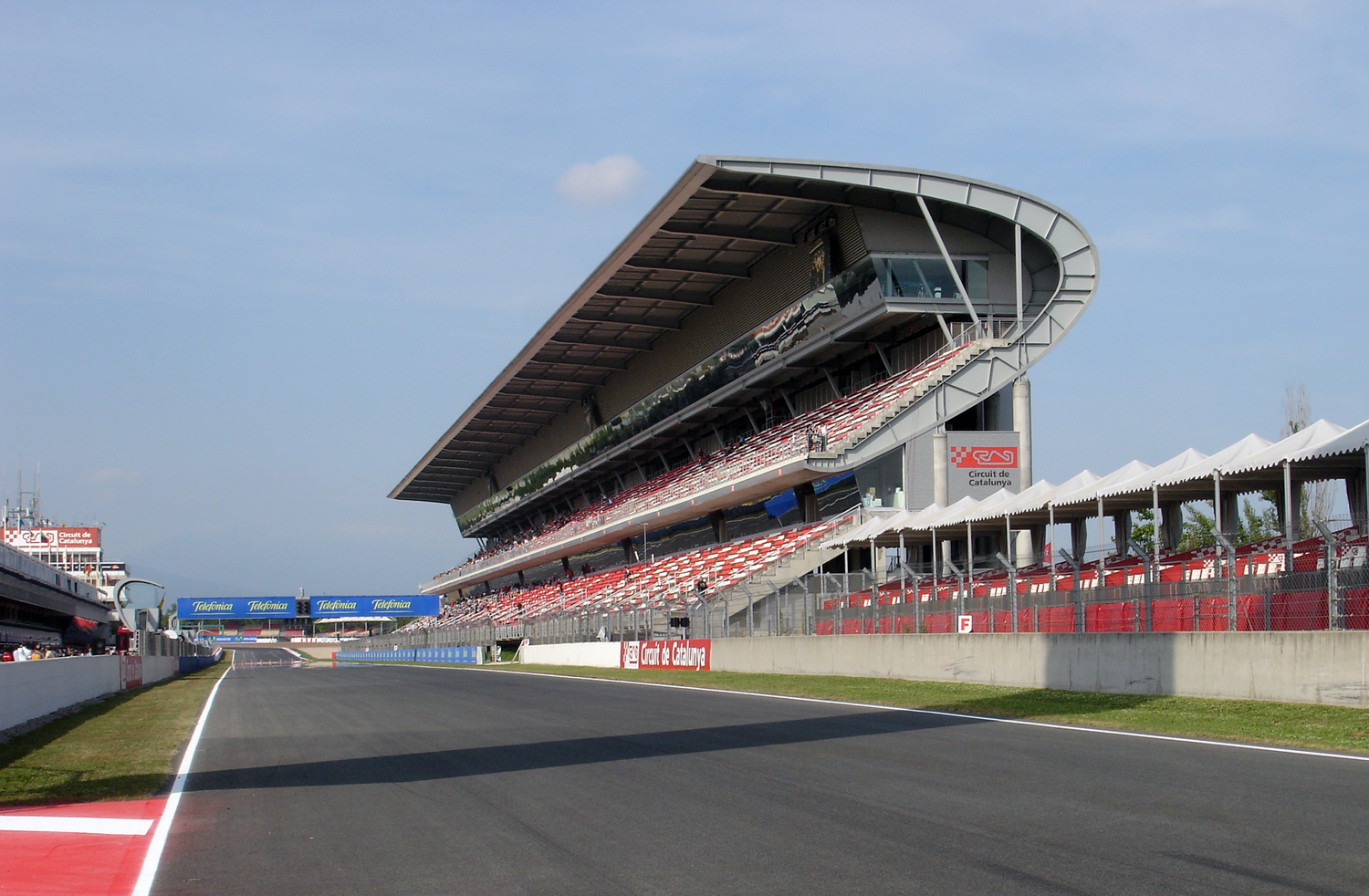
Główna trybuna przy prostej startowej

Circuit de Barcelona-Catalunya (do 2014 Circuit de Catalunya) – tor wyścigowy położony w niewielkiej miejscowości Montmeló na północ od Barcelony w Katalonii.
Tor zaczęto budować w roku 1989. Inwestycja została sfinansowana przez Royal Automovil Club de Catalunya, lokalny rząd i radę miasta Montmelo. Tor jest mało atrakcyjny podczas weekendów GP. Główny wpływ na to ma duża liczba testów przed GP oraz mało okazji do wyprzedzania. Inauguracyjny wyścig GP wygrał kierowca Williamsa – Nigel Mansell. Od roku 1991 corocznie odbywa się tutaj wyścig o Grand Prix Hiszpanii.
W 2021 roku kontrakt na organizację Grand Prix został przedłużony do 2026 roku, przyszłość toru jest jednak niepewna z powodu organizacji Grand Prix Hiszpanii w Madrycie w 2026 roku.

## ZwycięzcyGrand Prix Hiszpanii Formuły 1na torze Circuit de Barcelona-Catalunya
| Sezon | Kierowca           | Zespół             |        |
| ----- | ------------------ | ------------------ | ------ |
| 1991  | Nigel Mansell      | Williams-Renault   | Wyniki |
| 1992  | Nigel Mansell      | Williams-Renault   | Wyniki |
| 1993  | Alain Prost        | Williams-Renault   | Wyniki |
| 1994  | Damon Hill         | Williams-Renault   | Wyniki |
| 1995  | Michael Schumacher | Benetton-Renault   | Wyniki |
| 1996  | Michael Schumacher | Ferrari            | Wyniki |
| 1997  | Jacques Villeneuve | Williams-Renault   | Wyniki |
| 1998  | Mika Häkkinen      | McLaren-Mercedes   | Wyniki |
| 1999  | Mika Häkkinen      | McLaren-Mercedes   | Wyniki |
| 2000  | Mika Häkkinen      | McLaren-Mercedes   | Wyniki |
| 2001  | Michael Schumacher | Ferrari            | Wyniki |
| 2002  | Michael Schumacher | Ferrari            | Wyniki |
| 2003  | Michael Schumacher | Ferrari            | Wyniki |
| 2004  | Michael Schumacher | Ferrari            | Wyniki |
| 2005  | Kimi Räikkönen     | McLaren-Mercedes   | Wyniki |
| 2006  | Fernando Alonso    | Renault            | Wyniki |
| 2007  | Felipe Massa       | Ferrari            | Wyniki |
| 2008  | Kimi Räikkönen     | Ferrari            | Wyniki |
| 2009  | Jenson Button      | Brawn-Mercedes     | Wyniki |
| 2010  | Mark Webber        | Red Bull-Renault   | Wyniki |
| 2011  | Sebastian Vettel   | Red Bull-Renault   | Wyniki |
| 2012  | Pastor Maldonado   | Williams-Renault   | Wyniki |
| 2013  | Fernando Alonso    | Ferrari            | Wyniki |
| 2014  | Lewis Hamilton     | Mercedes           | Wyniki |
| 2015  | Nico Rosberg       | Mercedes           | Wyniki |
| 2016  | Max Verstappen     | Red Bull-TAG Heuer | Wyniki |
| 2017  | Lewis Hamilton     | Mercedes           | Wyniki |
| 2018  | Lewis Hamilton     | Mercedes           | Wyniki |
| 2019  | Lewis Hamilton     | Mercedes           | Wyniki |
| 2020  | Lewis Hamilton     | Mercedes           | Wyniki |
| 2021  | Lewis Hamilton     | Mercedes           | Wyniki |
| 2022  | Max Verstappen     | Red Bull           | Wyniki |
| 2023  | Max Verstappen     | Red Bull           | Wyniki |

Liczba zwycięstw (kierowcy):
- 6 – Michael Schumacher, Lewis Hamilton
- 3 – Mika Häkkinen
- 2 – Mansell, Räikkönen, Fernando Alonso, Max Verstappen

Liczba zwycięstw (producenci podwozi):
- 8 – Ferrari
- 7 – Mercedes
- 6 – Williams, Mercedes
- 5 – Red Bull
- 4 – McLaren